# Епархия Мураманги
 Епархия Мураманги (лат. Dioecesis Moramangana) — епархия Римско-Католической церкви с центром в городе Мураманга, Мадагаскар. Епархия Мураманги входит в митрополию Туамасины. Кафедральным собором епархии Мураманги является церковь Святейшего Сердца Иисуса Христа

## История
13 мая 2006 года Римский папа Бенедикт XVI выпустил буллу Cum esset petitum, которой учредил епархию Мураманги, выделив её из епархии Амбатундразаки. В этот же день епархия Мураманги вошла в митрополию Антананариву.
26 февраля 2010 года епархия Мураманги вошла в митрополию Туамасины.

## Ординарии епархии
- епископ Гаэтано Ди Пьерро, S. C. J.[англ.] (13 мая 2006 — 3 марта 2018).

## Источник
- Annuario Pontificio, Ватикан, 2007
- Булла Cum esset petitum, AAS 98 (2006), стр. 431 (лат.)